# Brooks Island
Pour les articles homonymes, voir Brooks.
Brooks Island est une île de la baie de San Francisco, située au sud du port de Richmond.

## Description

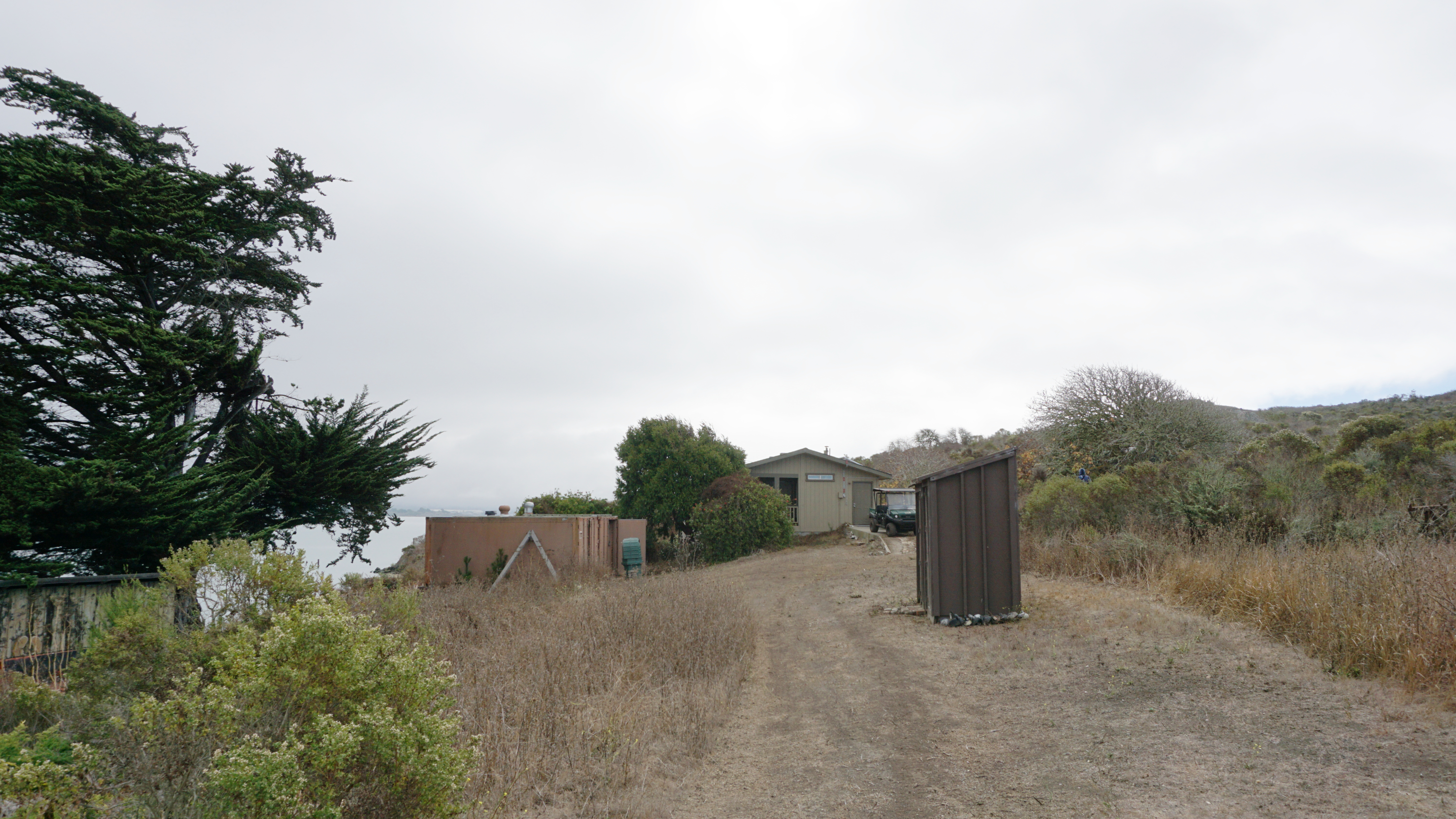
La seule résidence à l'année sur l'île

L'île a une superficie de 30 ha, pour une longueur maximum de 3 km. Elle s'élève à 49 m au-dessus du niveau de la mer.

## Historique
L'île a été achetée par une entreprise de construction en 1920, et a été utilisée comme carrière. Elle est protégée depuis 1968. Les colonies d'oiseaux sont étudiées par les biologistes de l'Université de l'Oregon depuis 2003.

## Faune et flore
Brooks Island héberge de nombreuses espèces d'oiseaux dont des hérons et des aigrettes. Certaines parties de l'île sont interdites aux visiteurs en tant que site de reproduction.
Plus de 220 espèces de lépidoptères y ont été recensées.